# Nowa Wieś (powiat bełchatowski)
Nowa Wieś – wieś w Polsce położona w województwie łódzkim, w powiecie bełchatowskim, w gminie Drużbice.
W latach 1975–1998 miejscowość administracyjnie należała do województwa piotrkowskiego. Do 2020 Nowa Wieś była częścią sołectwa Rasy. Po przeprowadzeniu konsultacji społecznych 13 października 2020 została wydzielona jako odrębne sołectwo.